# Чикунова
Чику́нова — деревня в Камышловском районе Свердловской области России, входит в состав «Зареченского сельского поселения».

## Географическое положение

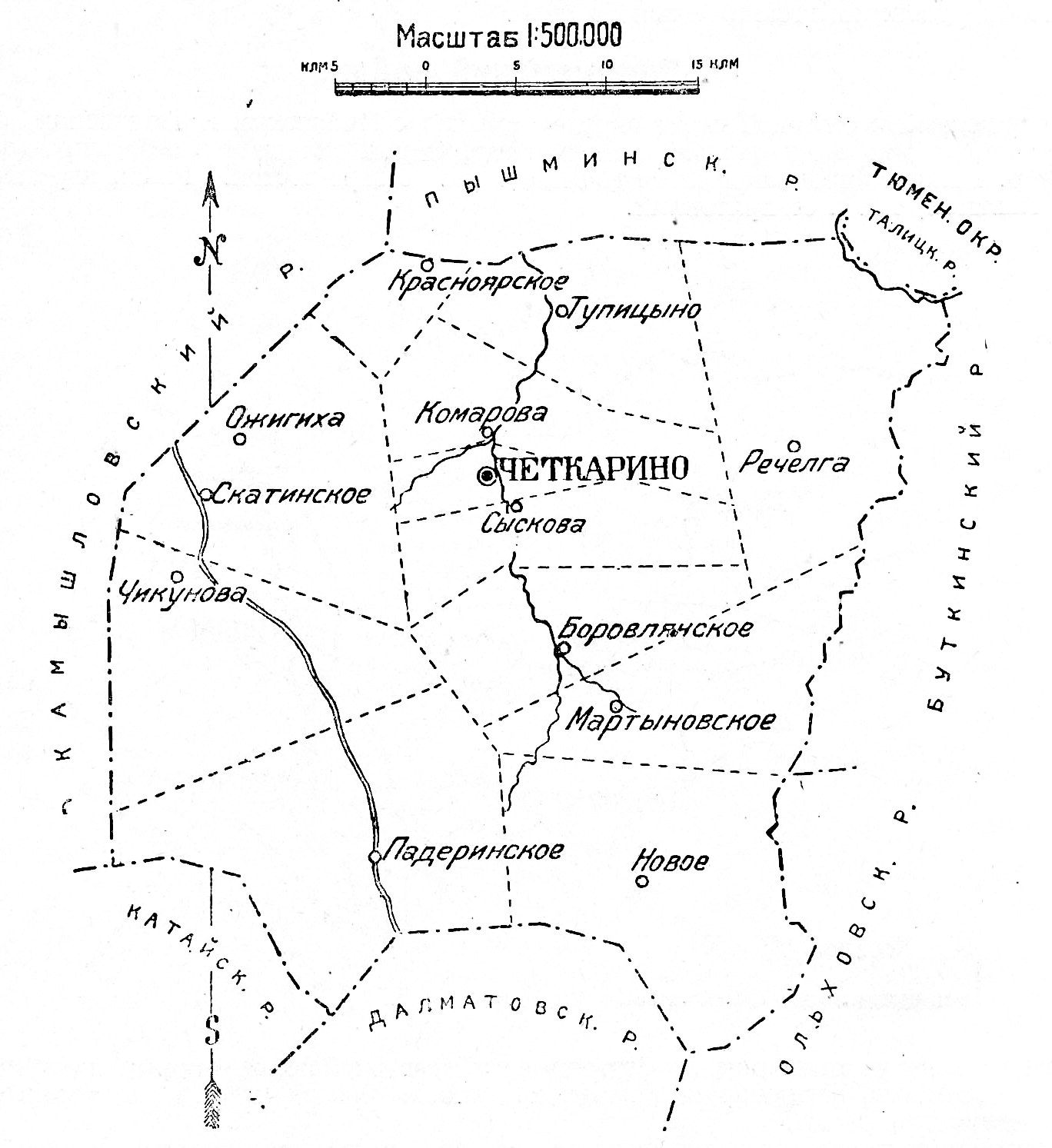
Чикунова на схеме Четкаринского района; 1928 год

Деревня Чикунова муниципального образования «Камышловский муниципальный район» расположена в 19 километрах (по автотрассе в 24 километрах) к югу-юго-востоку от города Камышлов, на обоих берегах реки Чикуновка (левый приток реки Скатинка). В окрестностях деревни расположена система прудов.

## История деревни
В настоящий момент деревня входит в состав муниципального образования «Зареченское сельское поселение».

## Население
| 2002 | 2010 | 2021 |
| ---- | ---- | ---- |
| 438  | ↘428 | ↘317 |